# Социализм и права ЛГБТ
В то время как проблема прав ЛГБТ в мире становится всё более заметной и признаваемой, в современной западной цивилизации они часто относятся к вопросу, присущему в политике к левым движениям, что неверно. Сексуальные меньшинства и представители сексуального многообразия не принадлежат как группа ни к левым, ни к правым. Различные социалистические течения (равно как и правые политические идеологии) выступали как против, так и в поддержку прав ЛГБТ, часто согласую своё отношение с ценностями, присущими большинству в обществе.
Как и в других вопросах сексуальной политики, таких как порнография, отношение к сексуальным меньшинствам и культуре, основанной на гендерной и сексуальной идентичности, имеет тенденцию к различию между авторитарным и более либертарным взглядом, а не между левыми и правыми; как указал социолог Джеффри Уикс в 1989 году, убеждение, что гомосексуальность — это нечто, что «должно быть дискредитировано и предотвращено», может рассматриваться одной из немногих общих черт, существовавших между Фиделем Кастро и Маргарет Тэтчер (хотя позже Кастро отрёкся от этой идеи).
Более того, ультралевые и ЛГБТ-движение как взаимодействовали, так и конфликтовали, особым образом с тех пор, как они возникли в Европе в конце XIX века. Большинство авторов согласны с тем, что исторически отношение социалистического движения к гомосексуальности неоднородно. В частности, большинство авторитарных социалистических государств решительно выступают против прав ЛГБТ и приняли ряд законов, криминализирующих гомосексуальное поведение, хотя в ряде случаев именно социалистические государства декриминализировали их.
Тем не менее, ЛГБТ-активисты в целом отождествляются с левыми, а ряд значительных фигур в социализме (особенно либертарном) были лесбиянками, геями или бисексуалами. Среди видных социалистов, участвовавших в ранней борьбе за права ЛГБТ можно выделить Эдварда Карпентера, Оскара Уайльда, Гарри Хэя, Байарда Растина, Эмму Гольдман и Даниэля Герена. 
Сторонники конкретно коммунистической идеологии также имели отличное отношение к данному вопросу (см. Коммунизм и права ЛГБТ).

## Сексуальная политика утопического социализма
Ранние течения современной социалистической мысли возникли в Европе в начале 19 века. Сейчас их часто объединяют под термином утопический социализм. Гендер и сексуальность были важными вопросами для многих ведущих мыслителей движения, таких как Шарль Фурье и Анри Сен-Симон во Франции и Роберт Оуэн в Великобритании, а также их последователей, многие из которых были женщинами. Для Фурье, например, истинная свобода возможна только без господ, без этоса труда и без подавления страстей, которое губительно не только для отдельного человека, но и для общества в целом. Ещё до появления термина гомосексуальность Фурье признавал, что и мужчины, и женщины имеют широкий спектр сексуальных потребностей и предпочтений, которые могут меняться на протяжении жизни, включая однополую сексуальность и андрогинию. Он утверждал, что следует наслаждаться любыми проявлениями сексуальности при условии, что другие люди не подвергаются насилию, и что «утверждение своего отличия» может способствовать социальной интеграции.
Наряду с другими выдающимися мыслителями того времени Фурье считал научное понимание стандартом, которому должно соответствовать любое общество. Эмиль Дюркгейм известен тем, что одним из первых высказал идею о необходимости осмысления утопического социализма с развитием социальных наук. С интеграцией научной мысли в социальную перспективу возникли дальнейшие дискуссии на темы семьи, образования и особенно сексуальности. В частности, Фурье разработал доктрину, в которой подробно описывались сложности, связанные с полным выражением человеческих страстей. Она известна на французском языке как Nouveau monde amoureux, что переводится как «Новый мир в любви». Фурье также публиковал труды, в которых излагал свою позицию в отношении семьи и выступал за замену моногамных браков в угоду тому, что он называл «большей широтой сексуальных страстей». Идеи, высказанные ранними утопическими социалистами, помогли многим женщинам стать частью этого движения и сыграли важную роль в возникновении феминистского движения. Более того, возрождение интереса к трудам Фурье в 1960-х годах способствовало росту движений феминизма и ЛГБТ из-за интереса к сексуальным свободам.

Однако эти идеи были отвергнуты более влиятельными социалистическими мыслителями, такими как Карл Маркс и Фридрих Энгельс, презирающими утопических социалистов за чрезмерную наивность и отсутствие адекватного восприятия общества. Маркс и Энгельс утверждали, что невозможно угодить всем и что нереально ожидать радикальных преобразований мирными средствами, характеризуя идеи утопических социалистов как «фантазии, которые сегодня вызывают лишь улыбку». Маркс осуждал сексуальную свободу, за которую выступали Фурье и Сен-Симон, утверждая, что это возврат к «животному» состоянию «всеобщей проституции». Голландский историк Саския Полдеваарт (1995) пишет:
Сексуальность и проблема женственности/мужественности перестали быть легитимными вопросами по мере того, как марксизм укреплял свои позиции. Методы утопического социализма: изменение производственных отношений и отношений между полами как неотъемлемая проблема изучения сексуальности, семьи и различия между общественным и частным были сведены марксизмом к классовой борьбе; цель утопического социализма — новые социальные отношения между людьми — была ограничена новым экономическим порядком и перераспределением материальных благ.

### Германия

#### Маркс, Энгельс, Ульрихс и Швейцер
С первых дней существования европейского гомосексуального движения такие активисты, как  Карл-Генрих Ульрихс и Магнус Хиршфельд, обращались к левым в поисках поддержки. В 1860-х годах Ульрихс написал Карлу Марксу и отправил ему серию книг об уранской (гомосексуальной/трансгендерной) эмансипации, а в 1869 году Маркс передал одну из книг Ульрихса Фридриху Энгельсу. Последний с отвращением ответил Марксу в частном письме, обрушившись на «педерастов», которые «крайне противоречат природе», и описал платформу Ульрихса по защите прав геев как желание «превратить разврат в теорию». Он также опасался, что для таких гетеросексуалов, как он и Маркс, ситуация ухудшится, если гомосексуалы получат права.
И Ульрихсу, и Марксу был известно дело Жана-Батиста фон Швейцера, видного члена профсоюзного движения, который был обвинён в попытке склонить молодого человека к интимной связи в парке. Лидер социал-демократов Фердинанд Лассаль защищал Швейцера, утверждая, что, хотя он лично считает гомосексуальность чем-то грязным, рабочее движение слишком нуждается в руководстве Швейцера, чтобы отказываться от него, и что сексуальные вкусы человека «не имеют абсолютно никакого отношения к его политическому характеру». Маркс же предложил Энгельсу использовать этот инцидент для очернения Швейцера: «Вы должны устроить так, чтобы несколько анекдотов о нём дошли до Зибеля, дабы он разнёс их по разным газетам». Тем не менее, Швейцер в дальнейшем стал президентом Всеобщего германского рабочего союза и первым социал-демократом, избранным в парламент Европы.
Маркс, по-видимому, разделял мнение Энгельса, написав, что «отношения между мужчиной и женщиной являются наиболее естественным видом человеческих отношений», и назвав одного автора текстов, пропагандирующих сексуальную свободу, Schwanzschwulen (тупой педик). Согласно социалистическими авторами Хекме, Остерхейсу и Стикли, Маркс и Энгельс рассматривали любую форму сексуальности вне моногамного гетеросексуального брака как форму вырождения, порождённую капитализмом, которая может быть излечена только социализмом. По Энгельсу, «естественные нравственные принципы» будут расцветать в социалистическом будущем, когда «[гетеросексуальная] моногамия наконец станет реальностью для мужчин», а гомосексуалы просто исчезнут.
В книге Августа Бебеля Woman under Socialism (Женщина при социализме; 1879) говорится, что «работа, имеющая дело в основном с сексуальностью, больше не допустима для рядовых активистов Социал-демократической партии Германии (СДПГ)», что может рассматриваться как ещё один пример неоднозначной позиции по отношению к гомосексуальности в немецком рабочем движении. С одной стороны, Бебель предупреждал социалистов об опасности однополой любви. Он приписывал это «преступление против природы» как у мужчин, так и у женщин сексуальному потворству и излишествам, описывая его как порок высшего класса, метрополии и иностранцев. С другой стороны, он публично поддерживал усилия по легализации гомосексуальности. Например, он подписал первую петицию «Wissenschaftlich-humanitärer Kreis» исследовательской группы под руководством Магнуса Хиршфельда, которая пыталась объяснить гомосексуальность с научной точки зрения и добивалась её декриминализации. В статье для журнала Gay News в 1978 году Джон Лауритсен считает Августа Бебеля первым выдающимся политиком, «выступившим в публичных дебатах» в поддержку прав геев, начиная с того момента, когда он выступил против криминализации гомосексуальности на дебатах в Рейхстаге в 1898 году.

#### Комитет Хиршефельда
Ведущей фигурой раннего ЛГБТ-движения в Германии с начала 20-го века до прихода к власти нацистского правительства в 1933 году, несомненно, был Магнус Хиршфельд. Хиршфельд, который также была социалистом и сторонником женского движения, создал Научно-гуманитарный комитет для проведения кампании против параграфа 175 Уголовного кодекса Германии, которая объявляла вне закона секс между мужчинами.

Организация Хиршфельда заключила сделку с СДПГ (членами которой были Лассаль и Швейцер) о внесении законопроекта в Рейхстаг в 1898 году с намерением отменить ограничение, но предложение встретило сопротивление парламентского собрания и не прошло. Большинство гомосексуальных активистов, работавших с Хиршфельдом, придерживалась социалистических взглядов, включая Курта Хиллера, Рихарда Линсерта, Йоханну Эльберскирхен и Бруно Фогеля. После падения немецкой монархии борьбу против § 175 продолжили некоторые социал-демократы. Министр юстиции Германии Густав Радбрух, член социал-демократической партии, пытался исключить этот параграф из уголовного законодательства Германии. Однако его усилия не увенчались успехом. 

### Великобритания
В книге «Душа человека при социализме» Оскар Уайльд выступает за эгалитарное общество, в котором богатство делится на всех, предупреждая при этом об опасности авторитарного социализма, который подавит индивидуальность. Позже он сказал: «Думаю, я немного больше, чем социалист. Я в некотором роде анархист, полагаю».
Эдвард Карпентер был настолько заметной фигурой в Великобритании конца XIX и начала XX века, что сыграл важную роль в основании Фабианского общества и Лейбористской партии. В 1890-х годах Карпентер предпринял целенаправленную кампанию против дискриминации по признаку сексуальной ориентации. Он твёрдо верил, что однополое влечение является естественной ориентацией для людей третьего пола. Его книга 1908 года на эту тему «Промежуточный пол» стала основополагающим текстом ЛГБТ-движения XX века. Карпентер утверждает, что «уранизм», как он называл гомосексуальность, был признаком новой эры растущего сексуального раскрепощения. Он продолжал работать в начале 20 века, создавая труды по «гомогенному вопросу». Публикация в 1902 году его новаторской антологии стихов Ioläus: An Anthology of Friendship (Иолай: Антология дружбы) имела огромный подпольный успех и привела к более глубокому пониманию гомоэротической культуры.
В апреле 1914 года Карпентер и его друг Лоуренс Хаусман основали Британское общество по изучению психологии секса. Среди тем, затрагиваемых в лекциях и публикациях общества, были: продвижение научного изучения секса; более рациональное отношение к сексуальному поведению; проблемы и вопросы, связанные с сексуальной психологией (от медицинских до юридических и социологических аспектов), контролем рождаемости, абортами, стерилизацией, венерическими заболеваниями и всеми аспектами проституции.

## Анархизм, либертарный социализм и права ЛГБТ
В Европе и Северной Америке движение «свободной любви», оживлённое идеями утопического социализма и объединённое с анархизмом и феминизмом, распространилось на борьбу с «лицемерной» сексуальной моралью викторианской эпохи и институтами брака и семьи, во многом порабощающие женщин. Свободные любовники выступали за добровольные сексуальные союзы без какого-либо вмешательства государства и утверждали право на сексуальное удовольствие как для женщин, так и для мужчин, иногда прямо поддерживая права гомосексуалов и проституток. В течение нескольких десятилетий приверженность свободной любви получила широкое распространение среди европейских и американских анархистов, однако порицалась марксистами и социал-демократами. Так, радикальная феминистка и социалистка Виктория Вудхалл была исключена из Международного товарищества трудящихся в 1871 году за участие в движении в движениях, связанных со свободной любовью. Действительно, при поддержке Маркса американское отделение организации было очищено от пацифистских, антирасистских и феминистских элементов, которые обвинялись в том, что уделяют слишком много внимания вопросам, не связанным с классовой борьбой, и поэтому считались несовместимыми с научным социализмом.
Verband Fortschrittlicher Frauenvereine (Лига прогрессивных женских ассоциаций), левая организация начала 20-го века, возглавляемая Лили Браун, проводила кампанию за декриминализацию гомосексуальности в Германской империи и стремилась объединить проституток в профсоюзы. Более широкое рабочее движение либо нападало на Лигу, обвиняя в утопизме, либо игнорировало её, а сама Браун была исключена из международного марксистского движения. Хелен Штёкер, ещё одна немецкая активистка левого крыла женского движения, приняла активное участие в послевоенном движении за сексуальные реформы в 1919 году, а также входила в организационный совет Института сексуальных наук. Она также продвигала кампанию по защите матерей-одиночек и их детей от экономических и моральных преследований.
По ту сторону Атлантики, в нью-йоркском Гринвич-Виллидже, богемные богемные социалистки-феминистки выступали за самореализацию и удовольствие для женщин (и мужчин тоже) «здесь и сейчас», а также вели кампании против Первой мировой войны и за другие анархистские и социалистические идеи. Они поощряли игры с сексуальными ролями и сексуальностью, и среди них выделялись открыто бисексуальная радикалка Эдна Сент-Винсент Миллей и лесбиянка-анархистка Маргарет Андерсон. Обитатели Гринвич-Вилледжа черпали вдохновение в основном у анархистски настроенных работниц-иммигранток периода 1905—1915 годов и организации «Братство новой жизни» Эдварда Карпентера, Хэвлока Эллиса и Оливии Шрейнер. Организованные ими дискуссионные группы посещала, в частности, русская анархистка Эмма Гольдман.
Магнус Хиршфельд отметил в 1923 году, что Гольдман «смело и настойчиво выступала за права личности, и особенно за тех, кто лишён своих прав. Так получилось, что она стала первой и единственной женщиной, более того, первой и единственной американкой, выступившей в защиту гомосексуальной любви перед широкой публикой». При жизни Гольдман превозносилась поклонниками как свободомыслящая «бунтарка», а критиками высмеивалась как сторонница политически мотивированных убийств и насильственных революций. Её статьи и лекции охватывали широкий круг вопросов, включая состояние дел в тюрьмах, атеизм, свободу слова, милитаризм, капитализм, брак, свободную любовь и гомосексуальность. Хотя она дистанцировалась от феминизма первой волны и его усилий по обеспечению избирательного права женщин, она разработала новые способы интеграции гендерной политики и анархизма. После десятилетий безвестности культовый статус Гольдман был возрожден в 1970-х годах, первые феминистские учёные-анархисты возродили интерес к её жизни.Mujeres Libres — испанская анархистская женская организация, целью которой было расширение прав и возможностей женщин рабочего класса. Она была основана в 1936 году Люсией Санчес Саорниль, Мерседес Комапосада и Ампаро Поч-и-Гаскон и насчитывала около 30 000 членов. Организация основывалась на идее «двойной борьбы» за освобождение женщин и социальную революцию, утверждая, что эти две цели одинаково важны и должны преследоваться параллельно. Чтобы заручиться взаимной поддержкой, они создали сети женщин-анархисток и центры дневного ухода за детьми.
Люсия Санчес Саорниль — испанская поэтесса, воинствующая анархистка и феминистка. Она наиболее известна как одна из основательниц организации Mujeres Libres и участница Национальной конфедерации труда (CNT) и Международной антифашистской солидарности (SIA). К 1919 году она публиковалась в различных журналах, включая Los Quijotes, Tableros, Plural, Manantial и La Gaceta Literaria. Работая под мужским псевдонимом, она могла исследовать лесбийские темы в то время, когда гомосексуальность была криминализирована и подвергалась цензуре и тюремному заключению. Публикации в анархистских изданиях, таких как Earth and Freedom, и White Magazine and Workers' Solidarity, иллюстрируют её точку зрения как феминистки. Хотя она не высказывалась на тему контроля рождаемости, ожесточённо атаковала эссенциализм гендерных ролей, сильно распространённый в испанском обществе. Таким образом, Люсия стала одним из самых радикальных голосов среди женщин-анархисток, отвергая идеал женского домашнего очага. В серии статей она смело опровергла утверждение Грегорио Мараньона о том, что материнство является основой женской идентичности.

### Европейские анархисты-геи
Анархизм, выдвигающий на первый план индивидуальную свободу, в глазах многих, как внутри анархистского движения, так и за его пределами, способствовал тесному союзу с гомосексуальностью. Эмиль Ситтия в работе Das Kuriositäten-Kabinett (1923) писал о гомосексуальности, что «очень многие анархисты имеют эту склонность. Так, я обнаружил в Париже венгерского анархиста Александра Сомми, который основал гомосексуальную анархистскую группу на основе этой идеи». Его тезис подтверждает Магнус Хиршфельд в книге 1914 года Die Homosexualität des Mannes und des Weibes: «В рядах относительно небольшой партии анархистов мне казалось можно найти пропорционально больше гомосексуалов и женоподобных мужчин, чем в других». Швейцарско-итальянский анархист Луиджи Бертони (которого Ситтия считал геем) говорил, что «анархисты требуют свободы во всём, следовательно, и в сексуальности. Гомосексуальность ведёт к здоровому чувству эгоизма, к которому должен стремиться каждый анархист».
Анархо-синдикалистский писатель Ульрих Линзе так писал о «яркой фигуре на индивидуалистической и анархистской культурной сцене Берлина начала 1900-х годов», «не по годам развитомЙоханнесе Хольцмане» (известном как Сенна Хой): «приверженец свободной любви, гомосексуал, прославившийся как «поборник культуры» и участвовавший в борьбе против параграфа 175». Хой публиковал свои размышления в основанном им еженедельном журнале Kampf с 1904 года, тираж которого в следующем году достиг 10 000 экземпляров.
Немецкий психотерапевт и анархист Отто Гросс также много писал об однополой сексуальности мужчин и женщин и выступал против её дискриминации. Гетеросексуальный анархист Роберт Рейцель (1849—1898) положительно отзывался о гомосексуальности с начала 1890-х годов в своём немецкоязычном журнале Der arme Teufel. В 1920-х и 1930-х годах французский издатель и индивидуалист-анархист Эмиль Арман выступал за принятие свободной любви, включая гомосексуальность, в своем журнале L'en dehors.
Индивидуалист-анархист Адольф Бранд изначально одним из самых влиятельных членов Научно-гуманитарного комитета Хиршфельда, но сформировал отколовшуюся группу. Бранд и его коллеги, известные под общим названием «Gemeinschaft der Eigenen», находились под сильным влиянием гомосексуального анархиста Джона Генри Маккея. Группа презирала женоподобность и рассматривала гомосексуальность как проявление мужественности, доступной всем мужчинам, пропагандируя националистическую форму мужской рыцарской любви (Lieblingminne), которая позже будет связана с подъёмом нацизма. Они выступали против медицинской характеристики гомосексуальности Хиршфельдом как области «промежуточного пола». Бранд «играл в антисемитизм» и презирал Хиршфельда на том основании, что тот был евреем. Эвальд Чек, ещё один гей-анархист того времени, регулярно публиковался в журнале Адольфа Бранда Der Eigene, а в 1925 году написал, что Научный гуманитарный комитет Хиршфельда представляет опасность для немецкого народа, карикатурно представив Хиршфельда «доктором Фельдхиршем».

### Анархистская гомофобия
Несмотря на эти поддерживающие позиции, анархистское движение того времени, безусловно, не было свободно от гомофобии.  Так, в передовой статье влиятельной испанской анархистской газеты 1935 года утверждалось, что анархист не должен даже общаться с гомосексуалами: «Если вы анархист, это означает, что вы более морально честны и физически сильны, чем средний мужчина. Тогда как тот, кто предпочитает инверсии, не является настоящим мужчиной, а следовательно, и настоящим анархистом.» Однако, несмотря на это, история анархизма имела тенденцию к идее принятия гомосексуальности такой, какая она есть, без каких-либо проблем.

## Фашизм и гомосексуальность в воображении левых
Русский коммунист Максим Горький писал в эссе «Пролетарский гуманизм» 1934 года: «Уничтожьте гомосексуалистов, и фашизм исчезнет.» В то время как ортодоксальный марксистский анализ фашизма обычно изображает его как продвинутую стадию капитализма, левые авторы, предложившие психосексуальные теории, связывающие фашизм и гомосексуальность, были историческими марксистами Франкфуртской школы Эрихом Фроммом, Теодором Адорно и Максом Хоркхаймером в первую очередь, а затем Жан-Полем Сартром и Жаком Лаканом.
Историк Кэролин Дин отмечает, что первыми эту взаимосвязь предложили представители немецких левых в межвоенный период. В газете Münchner Post Социал-демократической партии Германии была опубликована серия исследований о национал-социализме и гомосексуальности, проведенных выпускниками национальных вузов, с такими названиями, как tammtisch 175 и fratellanza delle coccinelle nella casa marrone. Газета Rheinische Zeitung, также принадлежащая СДПГ, предупреждала: «Родители должны защитить своих детей от „физической подготовки“ гитлерюгенда.»
Гарри Остерхейс, пишущий об антифашизме 1930-х годов, отмечает, что «социалистические теоретики, такие как Вильгельм Райх, склонны были рассматривать социологическую и психологическую гомосексуальность как отклонение от нормы, националистическую и фашистскую в особенности […] В противоположность предполагаемой аморальности и извращённости нацистов, антифашист подчёркивал собственную рациональность и чистоту». Марк Мейес писал: «Действительно, хотя историки по большей части игнорировали это, множество свидетельств указывает на то, что конструирование женоподобного и/или гомосексуального фашистского мужчины продолжало циркулировать в западной культуре без перерыва с 1930-х годов».

## Ленин
Немногочисленные сохранившиеся высказывания Ленина на тему сексуальности в основном посвящены критике взглядов на сексуальную свободу как на законный вопрос феминизма. Группа левых писателей писала: «По Ленину, само понятие сексуальной эмансипации было типичным для капиталистических обществ и симптомом буржуазного вырождения.» Клара Цеткин приводит слова Ленина: 
Мне кажется, что это изобилие теорий пола, которые большей частью являются гипотезами, притом часто произвольными, вытекает из личных потребностей.. Именно, из стремления оправдать перед буржуазной моралью собственную ненормальную или чрезмерную половую жизнь и выпросить терпимость к себе. Это замаскированное уважение к буржуазной морали мне так же противно, как и любовное копание в вопросах пола. Как бы бунтарски и революционно это занятие ни стремилось проявить себя, оно всё же в конце концов вполне буржуазно. Это особенно излюбленное занятие интеллигентов и близко к ним стоящих слоев. В партии, среди классово-сознательного, борющегося пролетариата для него нет места.
Однако надо отметить, что Ленин не критиковал половую эмансипацию; на самом деле приведённая выше цитата является критикой тех социалистов, которые пытаются оправдать эмансипацию в контексте буржуазной морали.

## Социалистические государства
Отношение к гомосексуальности в социалистических странах было различным. Некоторые государства (например, ранний Советский Союз до 1929—1933 годов) проявляли определенную терпимость. Другие сохраняли негативную политику в отношении гомосексуалов на протяжении всей своей истории или постепенно перешли к позиции относительной терпимости или официального игнорирования после 1960-х годов (Восточная Германия, СССР и др.) В менее толерантные периоды женоподобных мужчин и гомосексуалов иногда заставляли участвовать в программах «перевоспитания», включающих принудительный труд, конверсионную терапию, психотропные препараты или заключение в психиатрические больницы. 

### Советский союз
Советское правительство РСФСР декриминализовало гомосексуальность в декабре 1917 года, после Октябрьской революции и отмены свода законов царской России. Фактически советское правительство декриминализовало гомосексуальность в России и Украине после 1917 года. Однако в других республиках СССР содомия продолжала наказываться по закону. Эта политика декриминализации гомосексуализма в РСФСР и УССР продолжалась на протяжении большей части 1920-х годов — вплоть до сталинской эпохи. В 1933 году советское правительство при Сталине повторно ввело уголовную ответственность за гомосексуальность. 7 марта 1934 года в Уголовный кодекс Советского Союза была добавлена статья 121, которая прямо запрещала только мужскую гомосексуальность и предусматривала до пяти лет каторжных работ в тюрьме, в отношении лесбиянства уголовных статей не существовало. После падения советского режима и отмены положения о запрете сексуальных отношений между взрослыми мужчинами по обоюдному согласию, заключённых, осуждённых по этой части закона, освобождали очень медленно.
Низшая точка в истории взаимоотношений между социализмом и гомосексуальностью безусловно, началась с приходом к власти в Советском Союзе Иосифа Сталина и продолжилась в эпоху государственного социализма в Советском Союзе, Восточной Германии, Китае и Северной Корее. Сотни тысяч гомосексуалов были заключены в ГУЛАГ в годы Большого террора, где многие были забиты до смерти. Некоторые западные социалистические интеллектуалы отказались от поддержки коммунизма, увидев жестокость репрессий в СССР,  среди них писатель-гей Андре Жид.

### Страны Восточного блока
Историк Дженнифер Эванс сообщает, что правительство Восточной Германии «попеременно рассматривало [гомосексуальную активность] как пережиток буржуазного упадка, признак моральной слабости и угрозу социальному и политическому здоровью нации». Эти три политически пропитанные характеристики были применены на практике всеми коммунистическими государствами, а также теми социалистическими и коммунистическими организациями, которые последовали их примеру. После рабочих бунтов 1953 года в Восточной Германии правительство стало защищать традиционную семью, а гомосексуальность считалась противоречащей «здоровым привычкам рабочих». Это преследовалось путем применения параграфа 175 уголовного кодекса, того же, что применяли нацисты (а также Веймарская республика и Западная Германия). Гомосексуальность в Восточной Германии была легализована с отменой параграфа 175 в 1968 году (после того, как она была декриминализирована в 1957 году), задолго до Западной Германии, где она была окончательно отменена только после объединения.
В Чехословакии, даже после декриминализации гомосексуальности в 1961 году тайная полиция (StB) использовала угрозу разоблачения, чтобы заставить гомосексуалов сотрудничать. Гомосексуальность была запретной темой и впервые была упомянута на Чешском радио в 1986 году, несмотря на эпидемию СПИДа. Лица, подозреваемые в гомосексуальности, подвергались дискриминации при приёме на работу.
Отношение к гомосексуальности в социалистических странах было различным. Некоторые государства (например, ранний Советский Союз до 1929—1933 годов) проявляли определенную терпимость. Другие сохраняли негативную политику в отношении гомосексуалов на протяжении всей своей истории или постепенно перешли к позиции относительной терпимости или официального игнорирования после 1960-х годов (Восточная Германия, СССР и др.) В менее толерантные периоды женоподобных мужчин и гомосексуалов иногда заставляли участвовать в программах «перевоспитания», включающих принудительный труд, конверсионную терапию, психотропные препараты или заключение в психиатрические больницы. 
Кубинский революционер и писатель-гей Рейнальдо Аренас отметил, что вскоре после прихода к власти коммунистического правительства Фиделя Кастро «начались преследования и были открыты трудовые лагеря, более известные под названием «Военные части для помощи производству»… секс стал запретным, в то время как новый мужчина был провозглашен, а мужественность возвеличена.» Гомосексуальность была легализована на Кубе в 1979 году. В 2010 году Фидель Кастро извинился за историческое поведение Кубы в вопросах ЛГБТ.
Гомосексуальность при коммунизме была легализована в нескольких странах Восточного блока, таких как Болгария, Чехословакия и Венгрия.

### Китайская Народная Республика 1949—2008
Хотя в традиционной китайской культуре было место для некоторых форм гомосексуальности и трансгендерного поведения, крушение династии Цин в 1911 году ознаменовало конец эпохи. С созданием социалистического движения 4 мая 1919 года люди начали смотреть в будущее, забыв о прошлом, и Китай, таким образом, начал перенимать некоторые западные медицинские модели, которые рассматривали гомосексуальность как аномалию.
В конце эпохи Цин феминистка-революционерка Цю Цзинь была известна тем, что нарушала обычаи, надевая мужскую западную одежду, а также боролась за права женщин. Её казнили в 1907 году после участия в неудавшемся восстании.
О правах ЛГБТ при социалистическом правительстве Гоминьдана написано мало. Позже, после провозглашения Китайской Народной Республики Коммунистической партией Китая в 1949 году, репрессии против гомосексуальности стали более жесткими. Китайские коммунистические лидеры считали гомосексуальность извращением капитализма, которое необходимо искоренить, чтобы обеспечить освобождение рабочего и крестьянского классов. Несмотря на отсутствие конкретного закона, дискриминирующего гомосексуализм, подозреваемые приговаривались к суровому тюремному заключению, принудительной кастрации или даже смертной казни в соответствии с рядом расплывчатых законов, призванных поддерживать социальный порядок. Антигейская политика также осуществлялась посредством остракизма и некоторых социальных программ, таких как принудительные браки.
В 1997 году правительство объявило, что будет по-прежнему рассматривать гомосексуальные отношения между взрослыми по обоюдному согласию наедине как преступление, а в 2001 году правительственные источники заявили, что гомосексуальность больше не будет считаться психическим заболеванием. Однако широко распространённая цензура средств массовой информации запрещает любое упоминание гомосексуальности, поскольку «это противоречит здоровому образу жизни в Китае».
С 2001 года неправительственные организации (НПО), помогающие людям, живущим с ВИЧ/СПИДом, подвергаются преследованиям, препятствиям или вынуждены закрываться. В Хэнани молодые активисты, организовавшие детский дом для детей, больных СПИДом, подвергались преследованиям и тюремному заключению, а многие ВИЧ-положительные люди, обращавшиеся за медицинской помощью для своих детей, подвергались преследованиям и тюремному заключению. Китайские власти закрыли веб- сайты, предлагающие информацию о ЛГБТ, а в декабре 2005 года запланированный фестиваль культуры геев и лесбиянок в Пекине был запрещен властями, что привело к его разгону в ходе полицейской облавы.

## 1945—1968: «политически нейтральное» гомофильное движение
В конце Второй мировой войны как справа, так и слева доминировала сексуально консервативная среда. Маккартизм в Соединённых Штатах Америки считал, что «гомосексуальный преступный мир» замешан в «коммунистическом заговоре», в то время как в СССР гомосексуалов по-прежнему сажали в тюрьмы за их «буржуазно-капиталистический порок».
Был создан ряд групп и ассоциаций для продвижения прав геев в западных странах: Великобритании, Западной Германии, Нидерландах, Скандинавии и США. Эти различные группы, известные как гомофильное движение, были в основном политически нейтральны, хотя их происхождение было разным: Американское общество Маттачине и голландская Nederlandse Vereniging tot Integratie van Homoseksualiteit COC были левыми, а одноимённая группа французского журнала Arcadie — правой.

### Гомофильное движение и социализм в США
Во времена маккартизма в США считалось, что «гомосексуальное подполье» пособничает «коммунистическому заговору» и иногда называлось Гоминтерном (что созвучно Коминтерну). В этот период начал формироваться ряд групп по защите прав гомосексуалов. Эти группы, известные сегодня как гомофильное движение, часто придерживались левой или социалистической позиции. В контексте крайне политизированной обстановки холодной войны того периода гомосексуальность стала рассматриваться как опасная, заразная социальная болезнь, представляющая потенциальную угрозу государственной безопасности. Широкое распространение получили формы слежки ФБР с целью выявления гомосексуальных государственных служащих.
Гарри Хэй, которого многие считают отцом современного движения за права геев в США, изначально был профсоюзным активистом. В 1934 году он организовал 83-дневную забастовку рабочих порта Сан-Франциско со своим любовником, актёром Уиллом Гиром: также он был активным членом Коммунистической партии США. Хэй и Общество Маттачине были одними из первых, кто утверждал, что геи не просто отдельные люди, а фактически «культурное меньшинство». Они даже призывали к публичным шествиям гомосексуалов, что предшествовало нынешним гей-парадам. Концепция «культурного меньшинства» Хэя возникла непосредственно из его марксистских исследований, а риторика, которую использовал он и его коллега Чарльз Роуленд, часто отражала воинствующую коммунистическую традицию. Однако Коммунистическая партия никогда официально не разрешала геям быть членами, утверждая, что гомосексуальность является «отклонением»; возможно, важную роль играл страх, что гомосексуальность члена партии (обычно скрытая) сделает его подверженным опасности шантажа и создаст угрозу безопасности в эпоху красной травли.
Заботясь о том, чтобы избежать партийных трудностей, в то время как он вкладывал больше энергии в Общество Маттачине, Хэй сам обратился к лидерам Коммунистической партии и рекомендовал исключить себя из партии. Однако, после долгих размышлений Компартия, очевидно, потрясённая потерей уважаемого члена и теоретика с 18-летним стажем, отказалась исключать Хэя как гомосексуала, вместо этого исключив его под более удобным предлогом «угрозы безопасности», при этом демонстративно объявив «пожизненным другом народа». Общество Маттачине было второй организацией по защите прав геев, которую основал Хэй, первой была Bachelors for Wallace («Холостяки для Уоллеса»; 1948), созданная в поддержку прогрессивной кандидатуры Генри Уоллеса в президенты. Encyclopedia of Homosexuality сообщает, что «будучи марксистами, основатели группы верили, что несправедливость и угнетение, от которых они страдали, проистекали из отношений, глубоко укоренившихся в структуре американского общества». 
В 1951 году Социалистическая партия США была близка к принятию платформы за права геев, в прессе Молодёжной социалистической партии была опубликована статья в поддержку такого шага.
Афроамериканский социалист и активист за гражданские права Байард Растин был арестован в 1953 году в Пасадине за гомосексуальные отношения с двумя другими мужчинами в припаркованной машине. Первоначально ему были предъявлены обвинения в бродяжничестве и развратных действиях, но он признал себя виновным по одному, менее тяжкому обвинению в «половом извращении» (так тогда в Калифорнии официально называли содомию по обоюдному согласию) и отсидел 60 дней в тюрьме. Это был первый случай, когда его гомосексуальность стала достоянием общественности. Он был и оставался откровенным в отношении своей сексуальности, несмотря на то что гомосексуальность всё ещё оставалась уголовно наказуемой во всех Соединённых Штатах.
В 1957 году Растин и Мартин Лютер Кинг-младший начали организовывать Конференцию христианских лидеров Юга (SCLC). Многие афроамериканские лидеры были обеспокоены тем, что сексуальная ориентация Растина и прошлое членство в коммунистической партии подорвут поддержку движения за гражданские права. Член Палаты представителей США Адам Клейтон Пауэлл-младший, который был членом совета SCLC, вынудил Растина выйти из SCLC в 1960 году, пригрозив обсудить в Конгрессе обвинение Растина в нарушении морали.
За несколько недель до Марша на Вашингтон за рабочие места и свободу в августе 1963 года сенатор Стром Турмонд выступил против Растина как «коммуниста, уклониста от призыва и гомосексуала», обнародовав полный отчёт об аресте в Пасадине. Турмонд также предоставил фотографию ФБР, на которой Растин разговаривает с Кингом, пока Кинг принимает ванну, чтобы намекнуть, что между ними существовали однополые отношения. Оба мужчины отрицали обвинения в любовной связи. Растин сыграл важную роль в организации Марша на Вашингтон 7 августа 1963 года. Он подготовил полицейских вне службы в качестве маршалов, капитанов автобусов для управления движением и назначил ораторов на трибуну. Несмотря на поддержку Кинга, председатель NAACP Рой Уилкинс не хотел, чтобы Растин получил какую-либо общественную известность за свою роль в планировании марша. Тем не менее, он стал широко известен.
6 сентября 1963 года Растин и Рэндольф появились на обложке журнала Life как «лидеры» марша. На протяжении 1970-х и 1980-х годов Растин работал наблюдателем за соблюдением прав человека и выборами в организации Freedom House. В 1986 году он выступил с речью «The New Niggers Are Gays», в которой утверждал, что негры больше не являются лакмусовой бумажкой или барометром социальных изменений, поскольку теперь они присутствуют в каждом сегменте общества, а также пользуются поддержкой законов, которые помогают защитить их от расовой дискриминации. По Растину, «новыми неграми» стали геи в том смысле, что именно они теперь являются новым барометром социальных изменений: «Вопрос о социальных изменениях должен быть поставлен с учётом наиболее уязвимой группы, которая может прийти на ум сегодня. Гомосексуальных людей.»

## 1968—1985

### Эмансипация геев и новые левые
Появление новых социальных движений в 1960-х и 1970-х годах заставило левых пересмотреть свои отношения к гендеру, сексуальности и политике идентичности. Социалистический феминизм критиковал марксизм за неспособность адекватно решить проблему угнетения женщин и за то, что он позволил ей исчезнуть под прикрытием более широкого классового угнетения.
Труды французского бисексуального анархиста Даниэля Герена дают представление о том, какое напряжение часто испытывали сексуальные меньшинства среди левых. Он был одной из самых важных фигур во французском социалистическом движении с 1930-х годов до своей смерти в 1988 году. Публично признавший свою ориентацию в 1965 году он говорил о крайней враждебности к гомосексуальности, которая пронизывала левых на протяжении большей части XX века. «Не так много лет назад объявить себя революционером и признаться в своей гомосексуальности были несовместимые вещи», — писал Герен в 1975 году. В 1954 году Герен подвергся многочисленным нападкам за исследование отчётов Кинси, в котором он также подробно описал притеснение гомосексуалов во Франции. «Самая резкая [критика] исходила от марксистов, которые склонны серьёзно недооценивать такую форму угнетения, как антисексуальный терроризм. Я, конечно, ожидал этого и знал, что, публикуя свою книгу, я рискую подвергнуться нападкам со стороны тех, с кем я чувствую себя ближе всего на политическом уровне.» После публичного каминг-аута в 1965 году левые отреклись от него, а его статьи о сексуальном освобождении подвергались цензуре или отвергались от публикации в левых журналах. С 1950-х годов Герен отошёл от марксизма-ленинизма, перейдя к синтезу анархизма и марксизма, близкому к платформизму, который допускал индивидуализм, отвергая капитализм. Герен участвовал в восстании в мае 1968 года и был частью французского ЛГБТ-движения, возникшего после этих событий. Спустя десятилетия Фредерик Мартель назвал Герена дедушкой французского гомосексуального движения.
В результате ряда событий, таких как события мая 1968 года во Франции, движение против войны во Вьетнаме в США и Стоунволлские бунты 1969 года, по всему миру начали возникать воинствующие организации освобождения геев. Многие из них видели свои корни в левом радикализме, а не в устоявшихся гомофильных группах того времени, таких как британский и американский Фронт освобождения геев, британский Коллектив левых геев, итальянская Fuori!, французский Фронт гомосексуального революционного действия (FHAR), немецкая Rotzschwule и голландская Red Fagots.
Лидеры и писатели, которые в то время назывались Gay Lib, также были выходцами из левых кругов, например, Деннис Альтман, Мартин Дуберман, Стивен Олт, Бренда Ховард, Джон Д'Эмилио, Дэвид Фернбах (пишущий на английском языке), Пьер Хан и Ги Хокенгем (на французском) и итальянец Марио Миели. Некоторые из них были вдохновлены эссе Герберта Маркузе «Эрос и цивилизация», в которой сделана попытка синтезировать идеи Карла Маркса и Зигмунда Фрейда. Радикалка 1960-х и 1970-х годов Анджела Дэвис  (которая официально признала себя лесбиянкой в 1999 году) училась у Маркузе и находилась под его большим влиянием.
Во Франции гей-активист и политический теоретик Ги Хокенгем, как и многие другие, стал приверженцем социализма благодаря участию в восстании в мае 1968 года, несмотря на то, что молодые левые радикалы изначально были враждебны к его «якобы буржуазной гомосексуальности». Хокенгем, как и Гарри Хэй в США, был активным членом Французской коммунистической партии и был исключен из нее за свою гомосексуальность. Позже он присоединился к FHAR, сформированной радикальными лесбиянками, которые откололись от французского гомофильского движения в 1971 году, включая экофеминистку Франсуазу д'Обонн. В том же году FHAR стала первой публично заявленной гомосексуальной группой во Франции, присоединившись к ежегодному первомайскому маршу профсоюзов и левых партий. Однако многие традиционалисты оспаривали её присутствие: коммунисты в характерной для них форме заявили в 1972 году, что «этот беспорядок представляет не авангард общества, а гниение капитализма в его упадке».
Социалистические группы в англосаксонском мире ответили на призыв к освобождению геев двумя способами. Некоторые, особенно те, кто принял учения Советского Союза и Китая, такие как Коммунистическая партия США и Коммунистическая партия (марксистско–ленинская) США продолжали выступать против прав ЛГБТ, исключая членов-геев. Политика Революционной коммунистической партии США заключалась в том, что «необходимо приложить усилия для искоренения гомосексуальности и исправления гомосексуалов», и от этой точки зрения отказались только в 2001 году. Другие социалисты сетовали на видимый упадок левого мейнстрима и смещение фокуса рабочего движения на то, что они считали «второстепенными проблемами» среднего класса, отвлечением и размыванием классовой борьбы. Многие социалистические организации стали признавать «угнетение геев и лесбиянок», но выступали против какой-либо отдельной организации. Влиятельная и известная Социалистическая рабочая партия опубликовала доклад, в котором говорилось, что угнетение геев имеет меньший вес, чем борьба чернокожих и женщин, и запретила своим членам участвовать в политических организациях геев, также считая, что слишком большая близость к движению за освобождение геев придаст партии «экзотический имидж», оттолкнув от неё масс.
В 1977 году группа социалистических кинокритиков заметила, что «левые в целом очень неохотно поддержали освобождение геев и, более того, большая их часть активно выступала против него, воспроизводя худшие из установок худшие из антигейских установок гетеросексуального общества». По мере того, как движение за освобождение геев начало набирать силу, политика социалистических организаций эволюционировала, и многие группы активно выступали за права геев. Яркими примерами являются феминистская Свободная социалистическая партия, Партия за социализм и освобождение, Международная социалистическая организация, Социалистическая альтернатива (США) и Социалистическая партия США; последняя стала первой политической партией США, в президентской кампании которой был выдвинут открытый гей Дэвид Макрейнольдс в 1980 году.
В Великобритании в 1980 году усилилось противодействие правам ЛГБТ со стороны правого крыла правительства Консервативной партии во главе с  Маргарет Тэтчер, которое ввело в 1988 году статью 28, чтобы предотвратить «пропаганду» гомосексуальности как приемлемого образа жизни в школах. Однако основная оппозиция консерваторов, Лейбористская партия, мало занималась вопросом прав ЛГБТ, игнорируя призывы к этому со стороны членов левого крыла, таких как Кен Ливингстон. Медлу тем в популярной правой прессе появлялись уничижительные отзывы о лесбиянках, предположительно потому, что они особенно связаны с полностью женским лагерем антиядерного протеста на Гринэм-Коммон, и о таких личностях, как Питер Тэтчел, кандидат от лейбористов на дополнительных выборах в Бермондси в 1983 году.
Растущая коммерциализация западной гей-субкультуры в конце XX и начале XXI веков (розовые деньги) подверглась жёсткой критике со стороны социалистов. Так, Ханна Ди отметила, что «дошло до того, что Лондонский прайд — некогда воинственная демонстрация в память о Стоунволлских бунтах —превратился в дистанционно спонсируемое корпорациями мероприятие, далекое от любого вызова продолжающейся несправедливости, с которой мы [ЛГБТ-сообщество] сталкиваемся.» В то же время антигейская коалиция между мусульманами (многие из которых организованы через мечети) и Социалистической рабочей партией заставила видного члена партии Линдси Герман отвергнуть использование прав геев в качестве «ключевого слова», которое автоматически регулирует такие союзы.

### Гомосексуальность и законы о гражданских правах
Тем временем, по крайней мере в западном мире, с 1960 года развивалась и расширялась целая серия политик гражданских прав для традиционных меньшинств, которые способствовали эмансипации геев, но также изначально продвигались ЛГБТ-движением. Несколько стран и административных единиц начали отменять законы о содомии, часто социалистическими или лейбористскими правительствами (в Великобритании — 1967, Западной Германии — 1969), в то время как другие были либеральными, или даже христианско-демократическими (в Нидерландах — 1971) и консервативными (В СШАи Австралии, где законы о содомии были частью федерального законодательства штатов, они были отменены обеими основными партиями, как левыми, так и правыми). Иногда легализация определенных сексуальных актов совпадала с усилением преследования геев; это произошло в Англии и Франции, когда обе страны находились под властью социал-демократических правительств.

## С 1985 года
В последние годы ЛГБТ-сообщество позволило добиться значительного социального и политического прогресса, в то время как влияние традиционных левых уменьшилось. В результате левые готовы принять или даже поддержать разнообразие сексуальности в большей степени, чем это было исторически, в то время как общественные деятели ЛГБТ поддерживают левых довольно неохотно. В странах с высокой степенью социального принятия гомосексуальности появился новый голос консервативных геев, хотя рост политического консерватизма часто рассматривается как сильный сигнал предубеждения против геев и лесбиянок.
Большинство европейских левых групп в настоящее время поддерживают права ЛГБТ. Редким исключением является марксистская группа Neue Einheit, которая ведет сайт, осуждающий гомосексуальность и выступающий против однополых браков.

### Филиппины
Коммунистическая Новая народная армия поддержала юридическое признание однополых союзов 4 февраля 2005 года. Организация также провела церемонию бракосочетания между двумя партизанами. Правительство ссылается на такие действия как на доказательство того, что у партизан-коммунистов нет ни морали, ни ценностей, ни веры в Бога.

### Великобритания
Политические левые и социалистические группы в Великобритании в целом поддерживают права геев.
Существуют некоторые разногласия в отношении Respect, новой социалистической партии, в руководстве которой доминируют троцкисты из Социалистической рабочей партии. На съезде партии обсуждалось отсутствие явной поддержки прав геев в манифесте. Некоторые члены партии, наряду с другими британскими левыми группами, обвинили партийное руководство в «выступлении против» прав геев, чтобы удовлетворить требования одного из крупнейших финансистов партии, доктора Мохаммеда Насима, основателя Исламской партии Великобритании, а ЛГБТ и социалистические активисты обвинили редакцию Respect в потворстве гомофобным и консервативным взглядам мусульманских избирателей, вместо того, чтобы работать с прогрессивными мусульманскими группами и защищать права геев-мусульман.
Позже Насим сказал, что его позиция по этому вопросу заключается в том, что «такие вещи - это вопрос личного выбора […] Меня не волнует, что люди делают в своей комнате.» На конференции 2005 года в присутствии Насима единогласно прошло голосование в поддержку прав ЛГБТ, и партия разместила свою официальную позицию по этому вопросу на своем сайте. В 2007 году Respect раскололась, и одно из её подразделений, Социалистическая рабочая партия, совместно с Левой альтернативой поддержало проведение гей-прайда в Лондоне в 2008 году.

### Индия
Активистка Вимле Фаруки из «Национальной федерации индийских женщин» и женского крыла Коммунистической партии Индии выступила против гей-конференции, проведённой в Бомбее в 1994 году, утверждая, что гомосексуальность — это капиталистическая идея западного происхождения. Демократическая ассоциация женщин Индии, женская организация, связанная с марксистской Коммунистической партией Индии, призвала к легализации гомосексуальных отношений. В 1996 году марксист Х. Шрикант утверждал, что гомосексуальность — это декадентское буржуазное извращение, которое марксисты должны запретить, попытаться изменить его с помощью психиатрического лечения и, если это не сработает, «без колебаний применить силу против гомосексуального активизма».

### Ближний Восток
Имперский панарабизм в мусульманских странах Ближнего Востока рассматривал гомосексуальность как капиталистическую болезнь и нарушение учения ислама. Социалистические и коммунистические партии предпочитают игнорировать вопрос о правах ЛГБТ, рабочие коммунистические партии являются редким исключением. Правительства стран Ближнего Востока традиционно враждебно относятся к гомосексуальности, и большая часть общественного мнения склонна поддерживать эту точку зрения.
В Республике Ирак правившая до 2003 года арабо-социалистическая партия Баас, рассматривала гомосексуальность как преступление в соответствии с различными законами о непристойности, а  в 2001 году она стала преступлением, караемым смертной казнью. В Египте, как и в Ираке до 2001 года, в уголовном кодексе не упоминается гомосексуальность или содомия, но гомосексуальность осуждают по законам против сатанизма, ложного религиозного прозелитизма, аморальности и непристойности. В большинстве других стран региона действуют специальные законы против гомосексуальных отношений.

### Мексика
Хотя ведущая ЛГБТ-политическая организация в Хучитан-де-Сарагоса поддерживает правительство Институционно-революционной партии, мультигендерная активистка Амаранта Гомес Регаладо провела кампанию в качестве кандидата в Конгресс штата Оахака в 2003 году с левой платформой, став первым трансгендерным кандидатом на всеобщих выборах в Мексике. В рядах Сапатистской армии национального освобождения есть люди с подобной сексуальной ориентацией, с которыми считаются и которых уважают.

### Непал
Объединённая коммунистическая партия Непала утверждает, что гомосексуалов вербуют в партизанские отряды. Однако, по данным Human Rights Watch, в марте 2007 года непальские маоистские силы арестовали двух женщин, обвинив их в занятии сексом, и попытались завербовать их силой.
Коммунистическая партия Непала также применяет насилие против гомосексуалов и их семей, а также публично выступает с антигейской риторикой.

### Новая Зеландия
В Новой Зеландии Лига социалистического действия (нынешняя Коммунистическая лига) была одной из первых защитниц прав геев и лесбиянок. Эта троцкистская организация отправляла активистов на места «для демонстрации в поддержку абортов в местных клиниках или для пропаганды правовой реформы в середине 1980-х годов».
Международная социалистическая организация Новой Зеландии выразила поддержку правам геев в своём «Социалистическом обзоре», а социалистическая Рабочая партия включила права геев в свою политическую платформу.

### Испания
Испанская социалистическая рабочая партия (PSOE) была партией, которая представила парламентский законопроект в поддержку однополых браков совместно с Объединёнными левыми в 2005 году, тем самым добившись юридического равенства прав в Испании.

### Соединённые Штаты
В начале нового века лесбиянки, геи, бисексуалы и трансгендеры обладают большей политической властью, чем когда-либо прежде, в то время как левые социалисты/коммунисты весьма ограничены. Вероятность того, что ЛГБТ-сообщество и политические движения, отождествляемые с левой политикой, достигли своего рекордно низкого уровня сотрудничества, очень высока; во время экзит-полов на президентских выборах в США в 2000 году четверть геев и лесбиянок проголосовали за кандидата от консерваторов Джорджа Буша, хотя тот же опрос показал, что 70% проголосовали за Эла Гора, а остальные 5% — за Ральфа Нейдера.
Некоторые правые, делая акцент на индивидуальных свободах, а не на социальном консерватизме, начали отстаивать либертарианский взгляд на права ЛГБТ; такие группы геев, как Log Cabin Republicans и Independent Gay Forum',критиковали левую ортодоксальность ЛГБТ-движения, а также предполагаемую распущенность и мягкость в ЛГБТ-культуре, защищая при этом американские «традиционные ценности».
Бизнес-сообщество США приняло хорошую антидискриминационную политику, основанную на сексуальной ориентации, в том числе 460 фирм в Fortune 500 (2006). Однако самая сильная оппозиция правам ЛГБТ по-прежнему исходит от религиозных правых, и в целом левые продолжают больше поддерживать права сексуальных меньшинств и различия в сексуальной ориентации, чем правые. Демократические социалисты Америки поддержали права геев и лесбиянок, одобрив политику Социалистического интернационала, хотя группа открыто не демонстрирует свою поддержку на своем официальном сайте. Социалистическая партия США повторно выдвинула Дэвида Макрейнольдса на пост президента в 2000 году.
В 2005 году Коммунистическая партия США выступила с официальным заявлением на своем национальном съезде в поддержку прав ЛГБТ и пообещала создать национальный партийный комитет для обсуждения этого вопроса, хотя партия не принесла извинений за исключение членов-геев в течение многих лет.

### Россия
Интернет-издание «Правда» сообщило, что гей-прайд в Москве в 2006 году подвергся жестоким нападениям со стороны коммунистов, а также правых патриотов и православных христиан. Лидер Коммунистической партии РФ Геннадий Зюганов также публично осудил марш, назвав его «нездоровой» идеей.

## Смотрите также
- Коммунизм и права ЛГБТ
- Lesbians and Gays Support the Miners
- Розовый капитализм
- Социалистический феминизм
- Тройное угнетение

## Внешние ссылки
- Gay Left, запись в онлайн-энциклопедии GLBTQ .
- Gay Left, социалистический журнал 1970-х годов.